# Liste der Naturschutzgebiete im Saale-Holzland-Kreis
Im Thüringer Saale-Holzland-Kreis gibt es 18 Naturschutzgebiete.
| Name des Gebietes                           | Bild           | Kennung | WDPA   | Landkreis / Stadt                             | Beschreibung / Bemerkungen | Standort | Fläche in Hektar | Datum der Verordnung |
| ------------------------------------------- | -------------- | ------- | ------ | --------------------------------------------- | -------------------------- | -------- | ---------------- | -------------------- |
| Alter Gleisberg                             | weitere Bilder | 301     | 318097 | Saale-Holzland-Kreis                          |                            | Position | 114,4            | 2000                 |
| An den Ziegenböcken                         |                | 154     | 162208 | Saale-Holzland-Kreis                          |                            | Position | 63,4             | 1961                 |
| Dohlenstein und Pfaffenberg                 |                | 174     | 162768 | Saale-Holzland-Kreis                          |                            | Position | 84,4             | 1981                 |
| Eselsholz                                   |                | 183     | 163004 | Saale-Holzland-Kreis                          |                            | Position | 9,1              | 1989                 |
| Gleistalhänge                               | weitere Bilder | 273     | 318442 | Saale-Holzland-Kreis                          |                            | Position | 263,4            | 1961                 |
| Hohe Lehde                                  | weitere Bilder | 147     | 163736 | Saale-Holzland-Kreis                          |                            | Position | 91,4             | 1961                 |
| Hufeisen-Jenzig                             | weitere Bilder | 149     | 14497  | Saale-Holzland-Kreis, Jena                    |                            | Position | 623,4            | 1961                 |
| Jenaer Forst                                |                | 452     | 389609 | Saale-Holzland-Kreis, Jena                    |                            | Position | 541,1            | 2008                 |
| Kernberge und Wöllmisse bei Jena            | weitere Bilder | 451     | 329484 | Saale-Holzland-Kreis, Jena                    |                            | Position | 2074,8           | 2004                 |
| Kesselborn                                  |                | 177     | 164059 | Saale-Holzland-Kreis                          |                            | Position | 10               | 1989                 |
| Leutratal und Cospoth                       | weitere Bilder | 150     | 14498  | Saale-Holzland-Kreis, Jena                    |                            | Position | 582,9            | 1961                 |
| Lohholz                                     |                | 067     | 164505 | Landkreis Weimarer Land, Saale-Holzland-Kreis |                            | Position | 29,2             | 1995                 |
| Reinstädter Berg                            |                | 173     | 165133 | Saale-Holzland-Kreis                          |                            | Position | 10,3             | 1981                 |
| Riemerholz                                  |                | 172     | 165181 | Saale-Holzland-Kreis                          |                            | Position | 5,6              | 1981                 |
| Schönberg                                   |                | 179     | 165457 | Saale-Holzland-Kreis                          |                            | Position | 45,5             | 1989                 |
| Spitzenberg-Schießplatz Rothenstein-Borntal | weitere Bilder | 371     | 319128 | Saale-Holzland-Kreis, Jena                    |                            | Position | 544,2            | 1961                 |
| Sümpfe und Wälder bei Bad Klosterlausnitz   |                | 154     | 162208 | Saale-Holzland-Kreis                          |                            | Position | 502              | 1961                 |
| Waldecker Schloßgrund                       |                | 155     | 166143 | Saale-Holzland-Kreis                          |                            | Position | 60,8             | 1961                 |
| Zeitzer Forst                               | weitere Bilder | 341     | 319360 | Gera, Saale-Holzland-Kreis                    |                            | Position | 327,4            | 1999                 |